# Productos químicos especiales

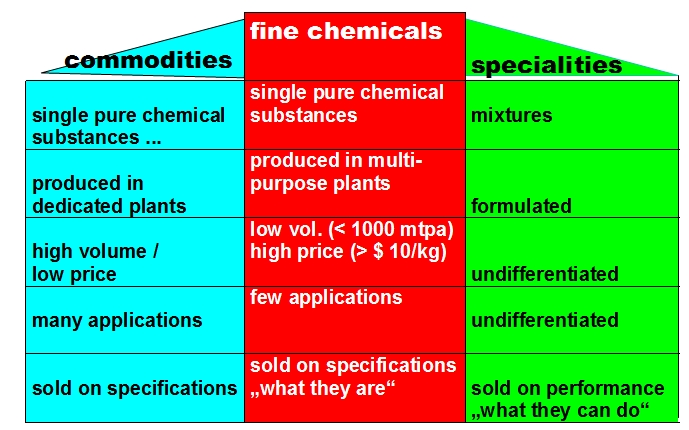
Definición de productos químicos finos (en oposición a productos básicos y especialidades)

Los productos químicos especiales (también llamados productos químicos de efecto ) son productos químicos particulares que proporcionan una amplia variedad de efectos en los que confían muchos otros sectores de la industria.  Algunas de las categorías de productos químicos especializados son adhesivos, agroquímicos, materiales de limpieza, colorantes, aditivos cosméticos, químicos para la construcción, elastómeros, sabores, aditivos alimentarios, fragancias, gases industriales, lubricantes, pinturas, polímeros, surfactantes y productos textiles auxiliares.  Otros sectores industriales, como la automotriz, aeroespacial, alimentos, cosméticos, agricultura, manufactura y textiles, dependen en gran medida de tales productos.
Los productos químicos especializados son materiales que se utilizan en función de su rendimiento o función.  En consecuencia, además de los productos químicos de "efecto", a veces se les llama productos químicos de "rendimiento" o productos químicos de "formulación".  Pueden ser moléculas únicas o mezclas de moléculas conocidas como formulaciones. Las características físicas y químicas de las moléculas individuales o las mezclas de moléculas formuladas y la composición de las mezclas influyen en el rendimiento del producto final.  En aplicaciones comerciales, las compañías que proporcionan estos productos con mayor frecuencia no brindan un servicio de atención al cliente dirigido a soluciones técnicas individuales innovadoras para sus clientes. Este es un componente diferenciador del servicio que brindan los productores de especialidades químicas cuando se comparan con los otros subsectores de la industria química, como los productos químicos finos, productos químicos básicos, productos petroquímicos y productos farmacéuticos.
En los EE. UU., los fabricantes de productos químicos especializados son miembros de la Sociedad de Fabricantes y Afiliados de Productos Químicos (SOCMA).  En el Reino Unido, estas empresas son miembros de la Asociación Británica de Especialidades Químicas (BACS). SOCMA afirma que "los productos químicos especializados difieren de los productos químicos básicos en que cada uno puede tener solo uno o dos usos, mientras que los productos básicos pueden tener docenas de aplicaciones diferentes para cada producto químico. Mientras que los productos químicos básicos representan la mayor parte del volumen de producción (en peso) en el mercado global, los productos químicos especializados constituyen la mayor parte de la diversidad (cantidad de productos químicos diferentes) en el comercio en un momento dado". 

## Fabricación de productos químicos especiales
Los productos químicos especializados generalmente se fabrican en plantas químicas por lotes utilizando técnicas de procesamiento por lotes. Un proceso por lotes es aquel en el que se hace una cantidad definida de producto a partir de una entrada fija de materias primas durante un período de tiempo medido.  El proceso por lotes consiste a menudo en la introducción de cantidades medidas de materiales de partida en un recipiente seguidas de una serie de procesos que involucran la mezcla, el calentamiento, el enfriamiento, la producción de más reacciones químicas, la destilación , la cristalización , la separación, el secado, el envasado, etc. Intervalos predeterminados y programados.  Los procesos de fabricación están respaldados por actividades como las pruebas de calidad, el almacenamiento, el almacenamiento, la logística de los productos y la gestión por reciclaje, tratamiento y eliminación de subproductos y flujos de residuos. Para el siguiente "lote", el equipo se puede limpiar y los procesos anteriores se pueden repetir. 
La mayoría de los productos químicos de especialidad son productos químicos orgánicos que se utilizan en una amplia gama de productos diarios utilizados por los consumidores y la industria. Es un sector impulsado por el consumidor y, como tal, la industria química especializada debe ser innovadora, empresarial y orientada al consumidor. En contraste con la producción de productos químicos básicos que generalmente se fabrican en unidades de fabricación de productos únicos a gran escala para lograr economías de escala, las unidades de fabricación especializadas deben ser flexibles porque los productos, materias primas , procesos y condiciones de operación y la combinación de equipos pueden cambiar. sobre una base regular para responder a las necesidades de los clientes. 
En el Reino Unido hay muchas empresas químicas especializadas que son miembros de la Asociación Británica de Especialidades Químicas (BACS) y también de la Asociación de Industrias Químicas (CIA). La mayoría de estas empresas tienen sus unidades de fabricación en el norte de Inglaterra; por ejemplo, los miembros del noreste de Inglaterra son miembros del clúster de industrias del proceso del noreste de Inglaterra (NEPIC). 

## El mercado mundial de especialidades químicas
En 2011, el mercado Global Specialty Chemicals tuvo ingresos totales de $ 767.5 miles de millones y se informa que tuvo una tasa de crecimiento anual compuesta (CAGR) de 2.7% entre 2007 y 2011. Se proyecta que el mercado alcanzará los $ 980 miles de millones a finales de 2016.  Estos productos especializados se comercializan como pesticidas , polímeros especiales, productos químicos electrónicos, surfactantes, productos químicos de construcción, limpiadores industriales, sabores y fragancias , recubrimientos especiales, tintas de impresión, polímeros solubles en agua, aditivos alimentarios, productos químicos para papel, productos químicos para yacimientos petrolíferos, adhesivos plásticos. adhesivos y selladores, productos químicos cosméticos , productos químicos para la gestión del agua, catalizadores , productos químicos textiles 
Los principales cinco segmentos de productos químicos especializados del mundo en 2012 fueron polímeros especializados, limpiadores industriales e institucionales (I&I), productos químicos para la construcción, productos químicos electrónicos y sabores y fragancias. Estos segmentos tenían una participación de mercado de aproximadamente el 36%. Los diez segmentos más grandes representaron el 62% del total anual de ventas de productos químicos especializados.

## Empresas químicas especializadas
El mercado de productos químicos especializados es complejo y cada segmento comercial de productos químicos especializados comprende muchos subsegmentos, cada uno con un perfil individualizado de productos, mercados y competencia.  Esto ha dado lugar a una amplia gama de necesidades y oportunidades comerciales, por lo que hay una gran cantidad de empresas químicas especializadas en todo el mundo.  Muchas de estas empresas son pymes con sus propios productos de nicho y, a veces, se centran en la tecnología. Bloomberg los proveedores de información financiera y de negocios globales, identifica las acciones comunes de más de 400 compañías de productos químicos especializados de todo el mundo. Hay muchas más empresas de productos químicos especializados de propiedad privada que no cotizan en los mercados bursátiles mundiales. 
Las 10 empresas químicas europeas especializadas más grandes son BASF, AkzoNobel, Clariant, Evonik, Cognis, Kemira, Lanxess, Rhodia, Wacker y Croda. Por definición, los productos químicos especializados se producen en cantidades relativamente pequeñas, pero representan el 28% de las ventas de productos químicos de la UE.
Las 10 mayores empresas químicas especializadas de EE. UU. Son The Lubrizol Corporation, Huntsman , Ashland , Chemtura , Rockwood, Albemarle , Cabot , WR Grace , Ferro Corporation y Cytec Industries .
La aparición de la India como fabricante y proveedor de productos químicos especializados ha tenido un gran impacto en la industria química especializada a nivel mundial. En la India, muchas de las compañías químicas especializadas son miembros de organizaciones nacionales como el Indian Chemical Council (ICC) y la Indian Specialty Chemical Manufacturers 'Association (ISCMA).  La amplia capacidad de estas empresas se extiende a todos los sectores y subsectores del mercado de productos químicos especializados.
El Reino Unido tiene 1300 empresas químicas especializadas y tiene una facturación anual de £ 11.2   mil millones  Los productos de estas empresas del Reino Unido se venden a nivel mundial y contribuyen significativamente al comercio de exportación del Reino Unido.  Con más de £ 30 miles de millones de exportaciones, la industria química es la última industria manufacturera exportadora neta restante en el Reino Unido y Specialty Chemicals representa una proporción significativa de esto.  Los productos incluyen colorantes, pinturas, explosivos, adhesivos, sabores y fragancias, químicos fotográficos, medios sin grabar y diversas especialidades industriales.  Como los fabricantes de productos químicos especializados, a diferencia de los fabricantes de productos químicos , son menos dependientes de la infraestructura a gran escala, las empresas de productos químicos especializados se pueden encontrar en casi todas las regiones del Reino Unido.  Alrededor del 80% de la industria química del Reino Unido tiene su sede en el norte del país y, por lo tanto, hay concentraciones de empresas de productos químicos especializados en Yorkshire y en la membresía del clúster de la industria de procesos del noreste de Inglaterra (NEPIC).